# Huelma
Huelma là một đô thị trong tỉnh Jaén, Tây Ban Nha. Theo điều tra dân số 2005 (INE), đô thị này có dân số là 6.180 người.

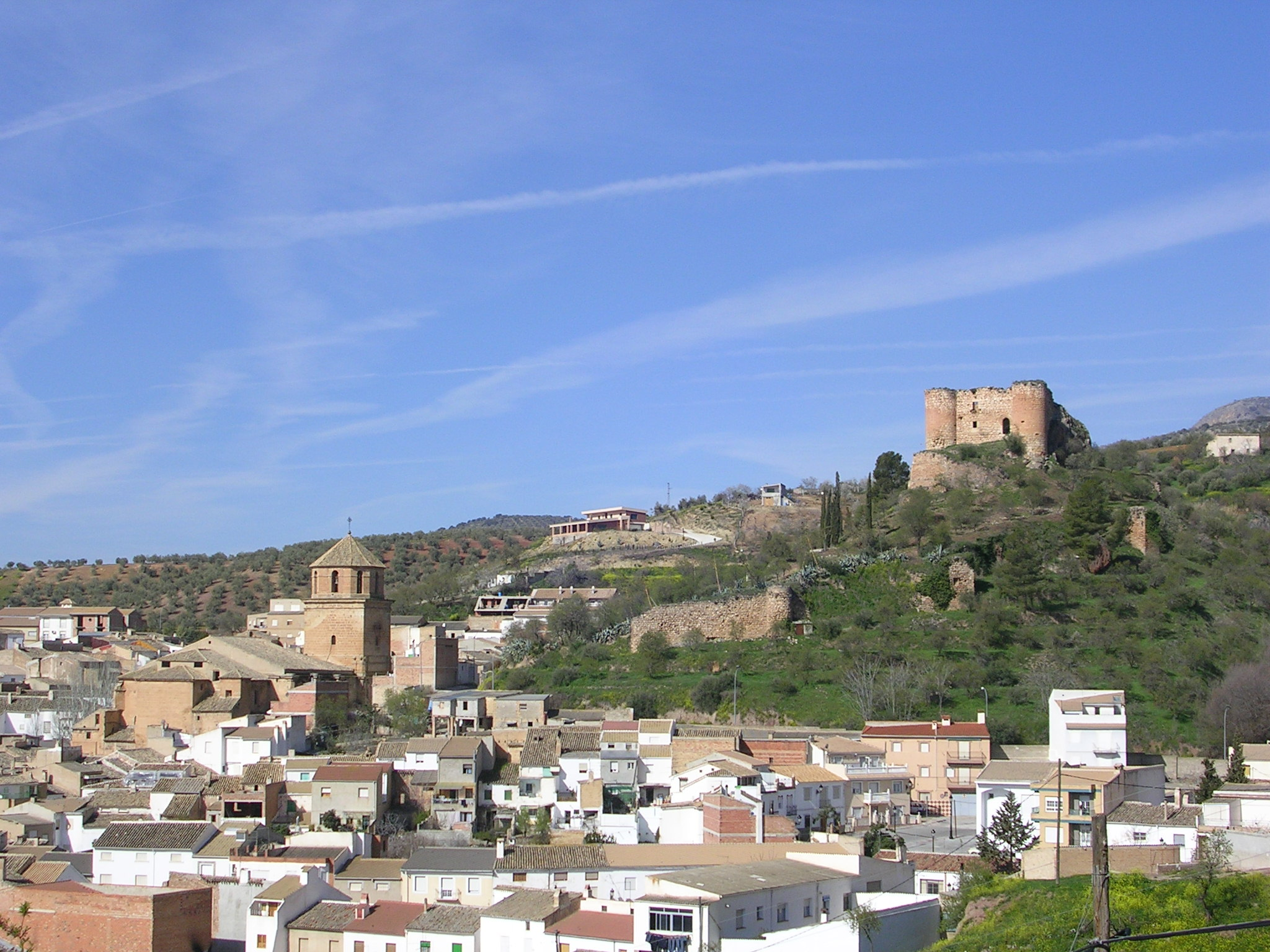
Huelma

37°39′B 3°27′T / 37,65°B 3,45°T